# Khalid Idrissi Zougari
Khalid Idrissi Zougari (né le 24 janvier 1988 à Salé) est un athlète marocain, spécialiste du sprint.
Ses meilleures performances sont :
- 100 mètres :	11 s 24	(0,30)	Tanger	05/06/2005
- 200 mètres :	20 s 73	(1,90)	Hérouville-Saint-Clair	05/06/2009

Il a remporté la médaille de bronze aux Jeux méditerranéens 2009 à Pescara